# مکس فربربوک
مکس فربربوک (آلمانی: Max Färberböck؛ زادهٔ ۲۲ سپتامبر ۱۹۵۰) کارگردان فیلم، فیلم‌نامه‌نویس اهل آلمان است.
وی همچنین برندهٔ جوایزی همچون جایزه گریمه شده‌است.

## فیلم‌شناسی
- سپتامبر (۲۰۰۳)
- زنی در برلین (۲۰۰۸)